# Сергеевка (Кодымский район)
Сергеевка (укр. Сергіївка, до 2016 г. — Котовцы) — село, относится к Кодымскому району Одесской области Украины.
Население по переписи 2001 года составляло 285 человек. Почтовый индекс — 66032. Телефонный код — 4867. Занимает площадь 1,15 км².

## Местный совет
66030, Одесская обл., Кодымский р-н, с. Грабово